# Eixugaparabrises
Un eixugaparabrises, eixugaparabrisa, eixugavidre, netejaparabrisa o torcaparabrisa és un dispositiu utilitzat per a eixugar la pluja o la brutícia del parabrisa d'un vehicle o mitjà de locomoció. La gran major part dels automòbils estan proveïts d'eixugaparabrises, en compliment de les disposicions legals. Es solen trobar en un automòbil, un autobús, un tramvia, un automòbil, una locomotora de tren, un avió o un vaixell.
El dispositiu consisteix en un braç, que pot girar entorn d'un dels seus extrems i amb un llarg vora de goma adossat a un dels seus costats. El braç és mogut en sentit oscil·latori sobre el vidre, desplaçant l'aigua de la superfície. En general és possible de modificar la velocitat, amb diverses velocitats predefinides i en general una d'"intermitent" per a condicions en què la pluja és escassa.
La major part dels automòbils tenen dos braços radials i molts vehicles comercials estan proveïts d'un o més braços de tipus pantògraf. Mercedes-Benz va desenvolupar el disseny d'un sistema amb un únic braç que permet d'obtenir una millor cobertura de les cantonades superiors del parabrises, i es retrotreuen fins al final la zona intermèdia del seu recorregut, en un patró de moviment en forma de 'W'.
Alguns vehicles tenen un dispositiu similar més petit d'un braç situat a la part posterior, que es coneix com a eixugaparabrisa posterior.

## Primers invents

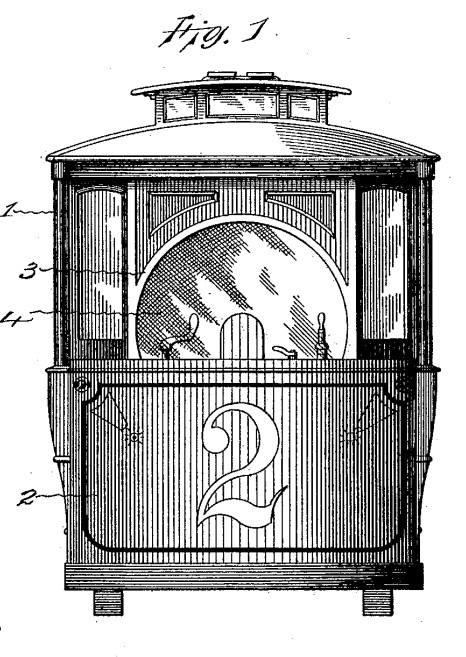
Il·lustració de la patent del "netejador de parabrises" de vidre circular (número 4), de George J. Capewell.

Una de les primeres patents registrades per a l'eixugaparabrises és de George J. Capewell de Hartford Connecticut, que es va presentar el 6 d'agost de 1896. El seu invent va ser per a "finestres d'embarcacions de moviment lent; però està més particularment adaptat i pensat per a finestres de vehicles de moviment ràpid, com ara locomotores i cotxes d'alta velocitat, amb els quals cal que l'observador o conductor tingui una visió clara del camí o pista". De manera similar als dissenys actuals d'eixugaparabrises d'automòbils, la seva invenció implica "normalment dos d'aquests eixugaparabrises, i es poden fixar al marc per sota del tauler frontal del vehicle o darrere de la carcassa que envolta la finestra en posició per estar fora de la visual i de tal manera que es rasparà la part més pesada de la substància recollida sobre el vidre". La seva il·lustració de patent mostra una finestra circular, tot i que la patent assenyala que "no és essencial que el vidre tingui forma circular".
Altres dissenys primerencs per a l'eixugaparabrises s'atribueixen al concertista polonès Józef Hofmann, i a la companyia Mills Munitions, Birmingham, els quals també reclamaren tenir la primera patent de rentaparabrises en Anglaterra. Com a mínim tres inventors patentaren mecanismes de rentat o eixugat de parabrises alhora al voltant de 1903; Mary Anderson, Robert Douglas, i John Apjohn. En abril de 1911, una patent d'escombrat de parabrises fou registrada per Sloan & Lloyd Barnes, agents de patents de Liverpool a favor de Gladstone Adams, de Whitley Bay.

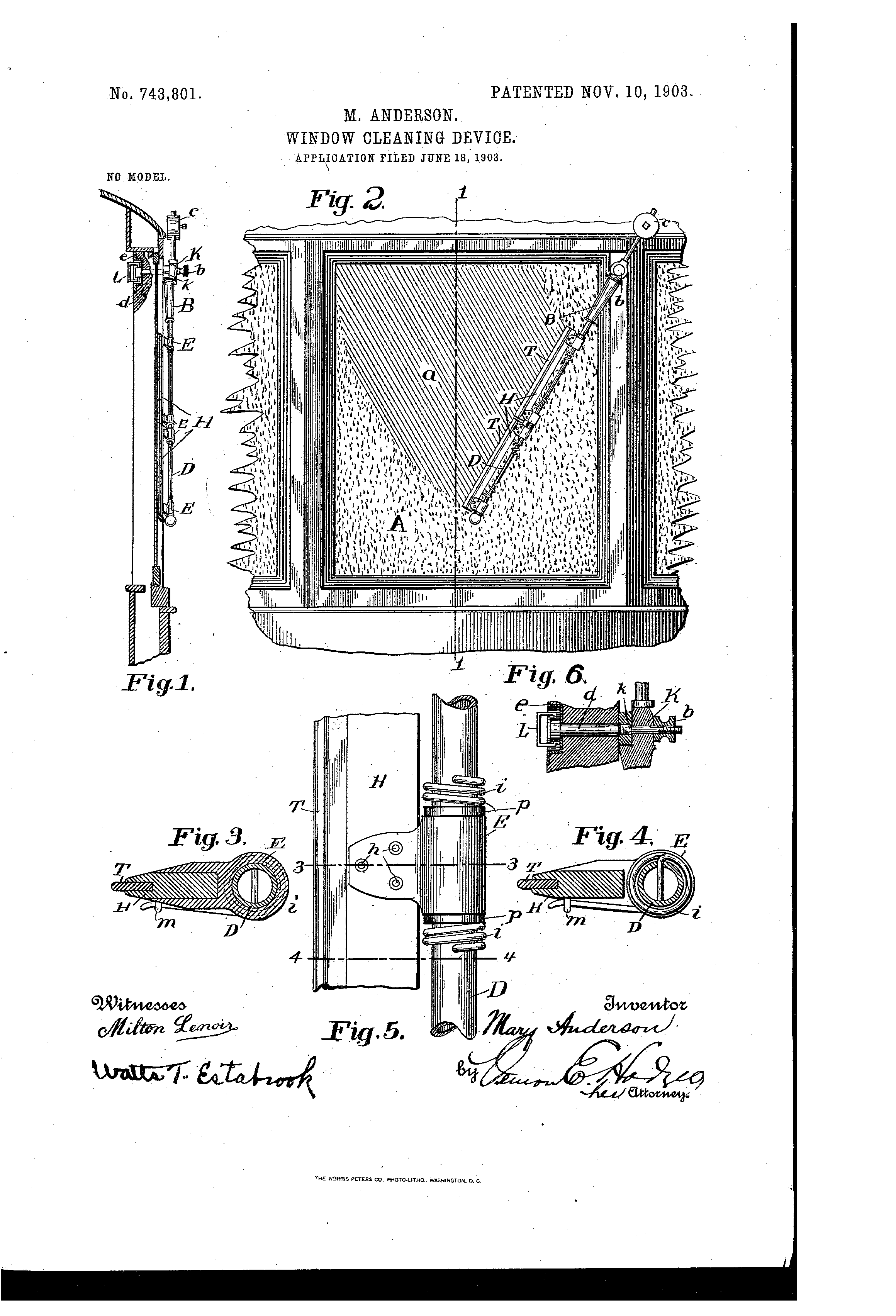
Il·lustració del disseny d'Anderson per escombrador de finestra. Petició 18 de juny de 1903

La inventora estatunidenca Mary Anderson és acreditada popularment per idear el primer eixugavidres operatiu en 1903. A la patent d'Anderson, va anomenar el seu invent un "dispositiu de neteja de vidres" per a cotxes elèctrics i altres vehicles. Operada mitjançant una palanca des de l'interior d'un vehicle. La seva versió d'eixugaparabrises s'assembla molt als sistemes que es troben en molts primers models de cotxes. Anderson va fer fabricar un model del seu disseny, després va presentar una patent (US 743.801) el 18 de juny de 1903 que li va ser emesa per l'Oficina de Patents dels EUA el 10 de novembre de 1903.

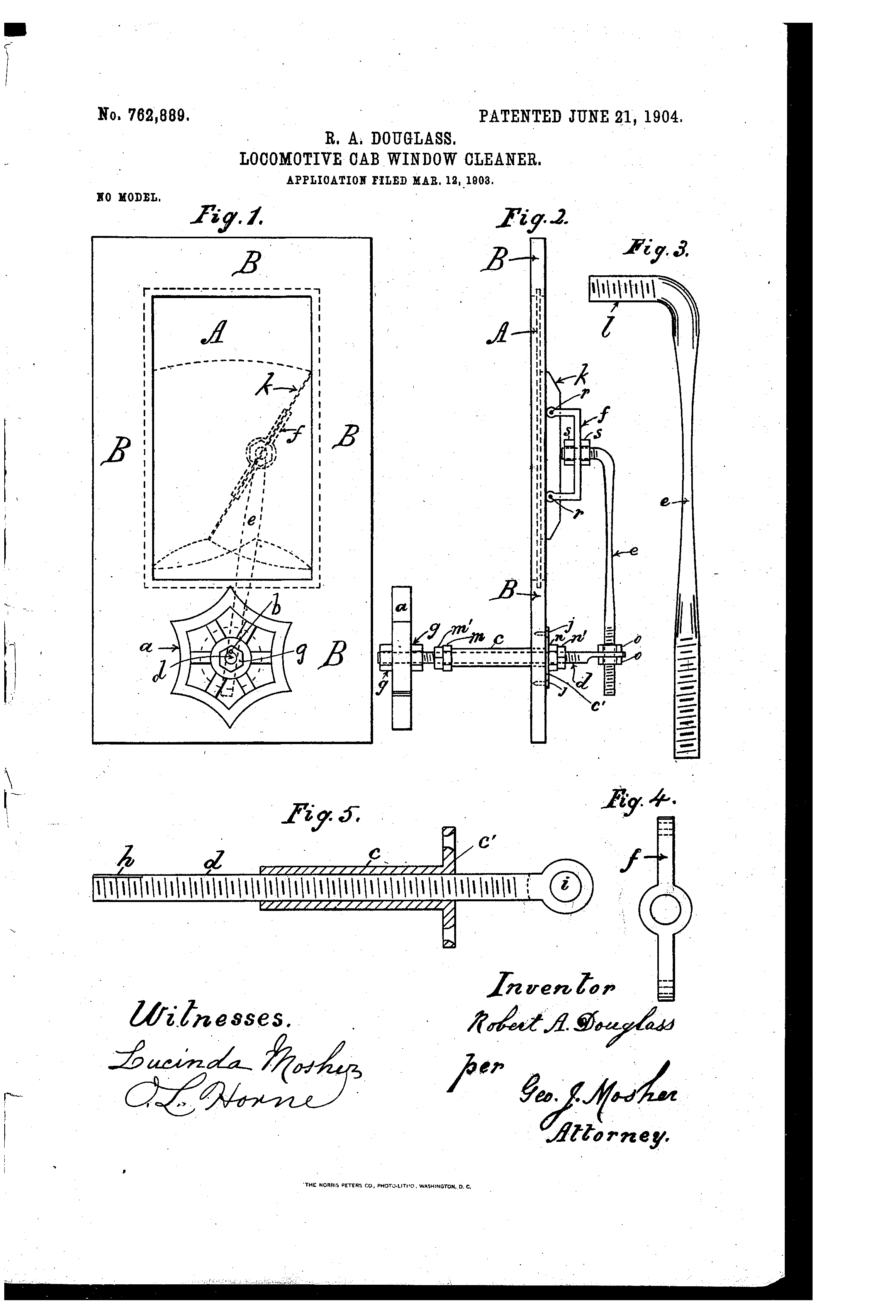
Petició de patent de "netejador locomotiu de finestra de cabina", per Robert A. Douglas, el 12 de març de 1903.

L'inventor irlandès James Henry Apjohn (1845–1914) va patentar un "Aparell per a la neteja de carros, cotxes i altres finestres" que es deia que utilitzava raspalls o eixugaparabrises i podia ser accionat per motor o manual. Els raspalls o eixugaparabrises estaven destinats a netejar tant amunt com avall o en una sola direcció en una finestra vertical. La invenció d'Apjohn tenia una data una mica anterior, al Regne Unit el 9 d'octubre de 1903.
John R. Oishei (1886-1968) va formar la Tri-Continental Corporation (Trico) el 1917. Aquesta empresa va presentar el primer eixugaparabrises ranurats de dues peces, que es munten a pressió, que es trobaven en molts dels automòbils de l'època. Bosch té la fàbrica d'eixugaparabrises més gran del món a Tienen, Bèlgica, que produïa 350.000 escombretes cada dia en 2009. Els primers braços d'eixugaparabrises elèctrics automàtics van ser patentats el 1917 per Charlotte Bridgwood.
L'inventor William M. Folberth i el seu germà, Fred, van sol·licitar una patent per a un aparell d'eixugaparabrises automàtic el 1919, que es va concedir el 1921. Va ser el primer mecanisme automàtic que va ser desenvolupat per un nord-americà, però la invenció original és atribuïda per altres al hawaià, Ormand Wall. Més tard, Trico va resoldre una disputa de patents amb Folberth i va comprar l'empresa de Folberth de Cleveland, Folberth Auto Specialty Co. El nou sistema alimentat al buit es va convertir ràpidament en equipament estàndard dels automòbils, i el principi del buit va estar en ús fins al voltant de 1960. A finals de la dècada de 1950, aparegué una característica comuna als vehicles moderns, que acciona els eixugaparabrises automàticament durant dues o tres passades quan es prem el botó del rentat, per la qual cosa tampoc no cal engegar els eixugaparabrises manualment. Avui en dia, s'utilitza un temporitzador electrònic, però originalment un petit cilindre de buit connectat mecànicament a un interruptor proporcionava el retard en el moviment d'escombrada respecte l'accionament manual.

### El cas de Mary Anderson
Sense proposar-s'ho Anderson va començar a ser part del grup selecte de transgressores que van poder posar final definitivament a la mesura que obligava les dones a registrar les seves creacions a nom dels seus marits, pares o germans. Va patentar la seva idea el 1905. Avui se la considerada l'única dona que ha creat un dispositiu que s'ha tornat indispensable en la fabricació d'automòbils.
Com passa amb gairebé totes les invencions, Anderson va topar amb l'eixugaparabrisa per casualitat. Tot va començar un dia d'hivern de 1903 quan Mary, que vivia a Alabama (Estats Units), va decidir aprofitar un descans per a recórrer Nova York. Va agafar el tramvia i va notar que durant tot el recorregut el conductor s'havia d'aturar i sortir contínuament a netejar la brutícia, l'aigua i el gel que s'agafaven al parabrises. Això feia perdre temps a tothom, al propi conductor i als viatgers. L'endemà de la primera passejada va idear un esquema d'un dispositiu d'escombratge elemental i, de tornada a Alabama, va començar a realitzar-lo.
Segons un informe sobre dones inventores de l'Institut de Filosofia de Madrid, va agafar una làmina de goma resistent i la va unir a un braç metàl·lic mitjançant ressorts. Va enginyar una connexió que la pogués accionar des de l'interior mitjançant una palanca. En girar la palanca, la làmina es desplaçava al llarg del vidre d'anada i de tornada fins a la posició original, com passa amb els eixugaparabrises actuals més convencionals, encara que la diferència radicava en la localització i el nombre dels braços. El seu sistema tenia un únic braç sostingut a la part superior i al centre del vidre.
Després de fer diversos dissenys preliminars, ella mateixa el va provar, però no pas en un automòbil sinó en un tramvia. Li van caldre gairebé dos anys per a decidir-se a registrar la idea mentre continuava les seves proves en els vehicles. Sobretot quan es va veure superada per les advertències dels seus familiars i els rebuigs categòrics de suposats especialistes de la incipient indústria d'automoció, que profetitzaven que el moviment dels eixugaparabrises distrauria fàcilment els conductors i que provocarien accidents.
Mentre treballava per a obtenir la patent, va aparèixer en escena Henry Ford, que es va assabentar de l'invent, segons sembla, sense tenir relació amb Anderson. Fidel al destí innovador, en va intuir la utilitat, que va començar a provar en els Ford T amb parabrises.
El 1905, després de superar les proves, se li va reconèixer la patent. El que sí que confirmen els investigadors és que aquesta dona tenia 39 anys quan el va inventar i no va utilitzar la seva creació per a obtenir beneficis. Més tard, a partir de 1908, els Ford van començar a sortir amb aquest dispositiu. Després que la patent expirés el 1920 i el negoci de la fabricació d'automòbils creixés exponencialment, el disseny de l'eixugaparabrisa d'Anderson es va convertir en equip estàndard. El 1922, Cadillac es va convertir en el primer fabricador d'automòbils per adoptar-los com a equipament de sèrie.
Va morir el 1953 als 87 anys a la seva casa d'estiu a Monteagle, Tennessee. El seu funeral es va dur a terme pel Dr. Frank A en Highland Sud i va ser sepultada en el cementiri d'Elmwood.

## Rentaparabrisa

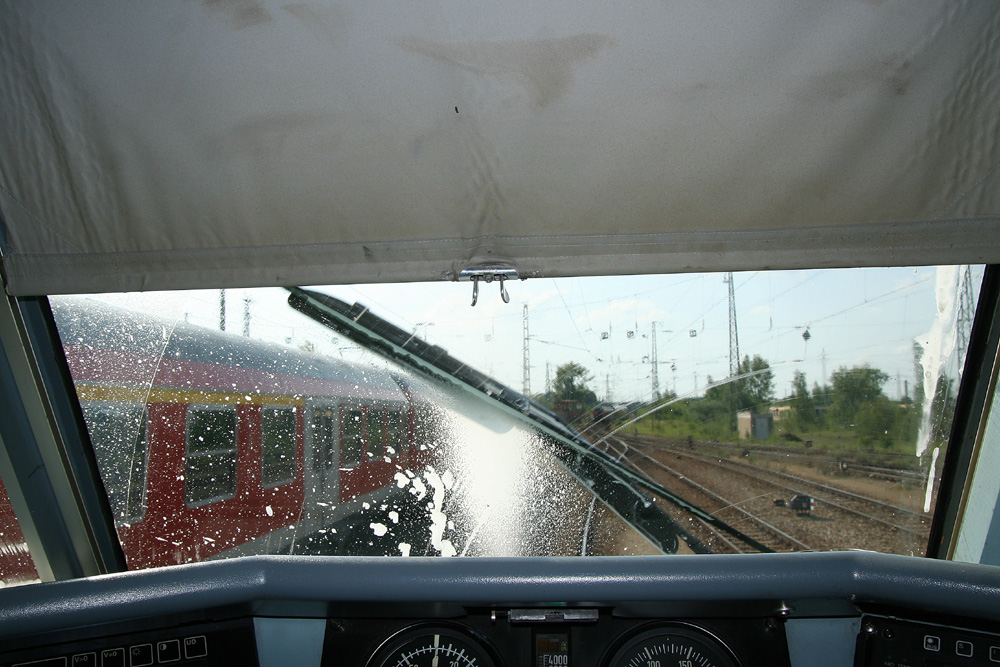
Ruixat de mescla a pressió previ a l'escombrat. Locomotora DB Classe 101.

El rentaparabrisa és un sistema que injecta un líquid al parabrises, a fi i efecte que l'eixugaparabrisa es pugui desplaçar sobre la superfície del parabrises amb més facilitat, netejant la brutícia mentre eixuga el parabrises.
El document més antic que es coneix sobre el rentaparabrises va aparèixer a la revista nord-americana Mecànica Popular al febrer de 1931, desenvolupat per Richland Auto Parts Co en el poblat de Mansfield, Ohio, Estats Units. El pilot d'automobilisme i mecànic uruguaià Héctor Suppici Sedes va desenvolupar un rentaparabrises que emprava una bomba d'aigua.

## Eixugaparabrisa intermitent
El 1964 el doctor en enginyeria elèctrica Robert Kearns, va inventar i patentar una decisiva millora, l'eixugaparabrisa intermitent. Aquesta invenció era necessària perquè l'eixugaparabrisa continu dificultava la visibilitat durant la conducció en certes ocasions. La nova invenció netejava ràpidament el parabrisa, feia una pausa d'uns 4 segons i tornava a netejar ràpidament. Kearns va presentar a la Ford Motor Company la invenció amb l'objectiu de produir i distribuir la seva patent, però no ho va aconseguir i va ser copiat per aquesta marca, per Chrysler, per GM i per Mercedes. A conseqüència d'aquesta còpia ambdues Ford i GM, van haver de pagar a Kearns per infracció de patents, 10 milions de dòlars i Chrysler 15 milions.
Per a més informacions sobre aquest cas hi ha el film "Espurnes De Geni" (2008).

## Usos en diferents vehicles, vaixells o naus

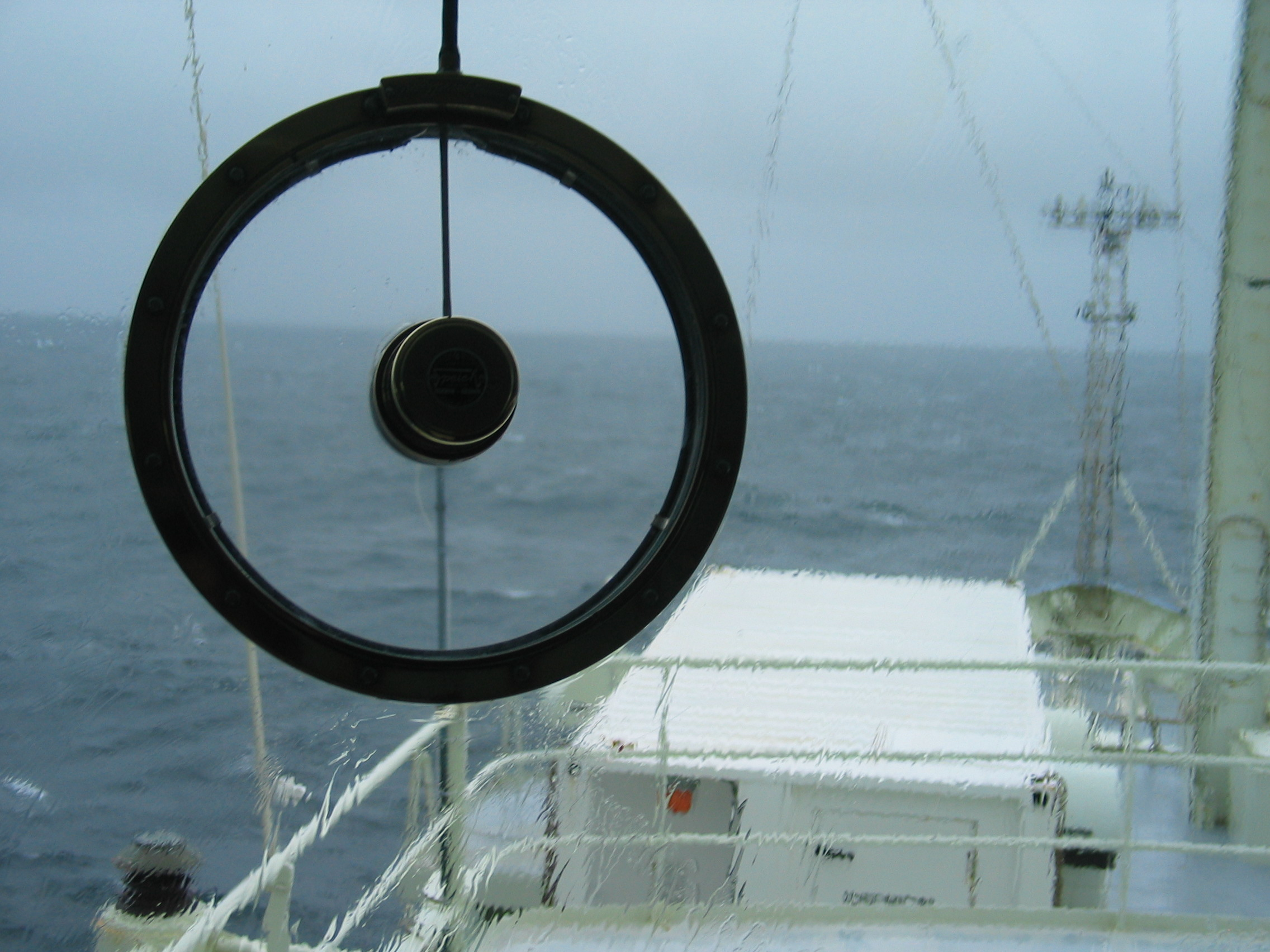
Pantalla de vista clara, sistema d'escombrat amb dues làmines paral·leles de vidre.
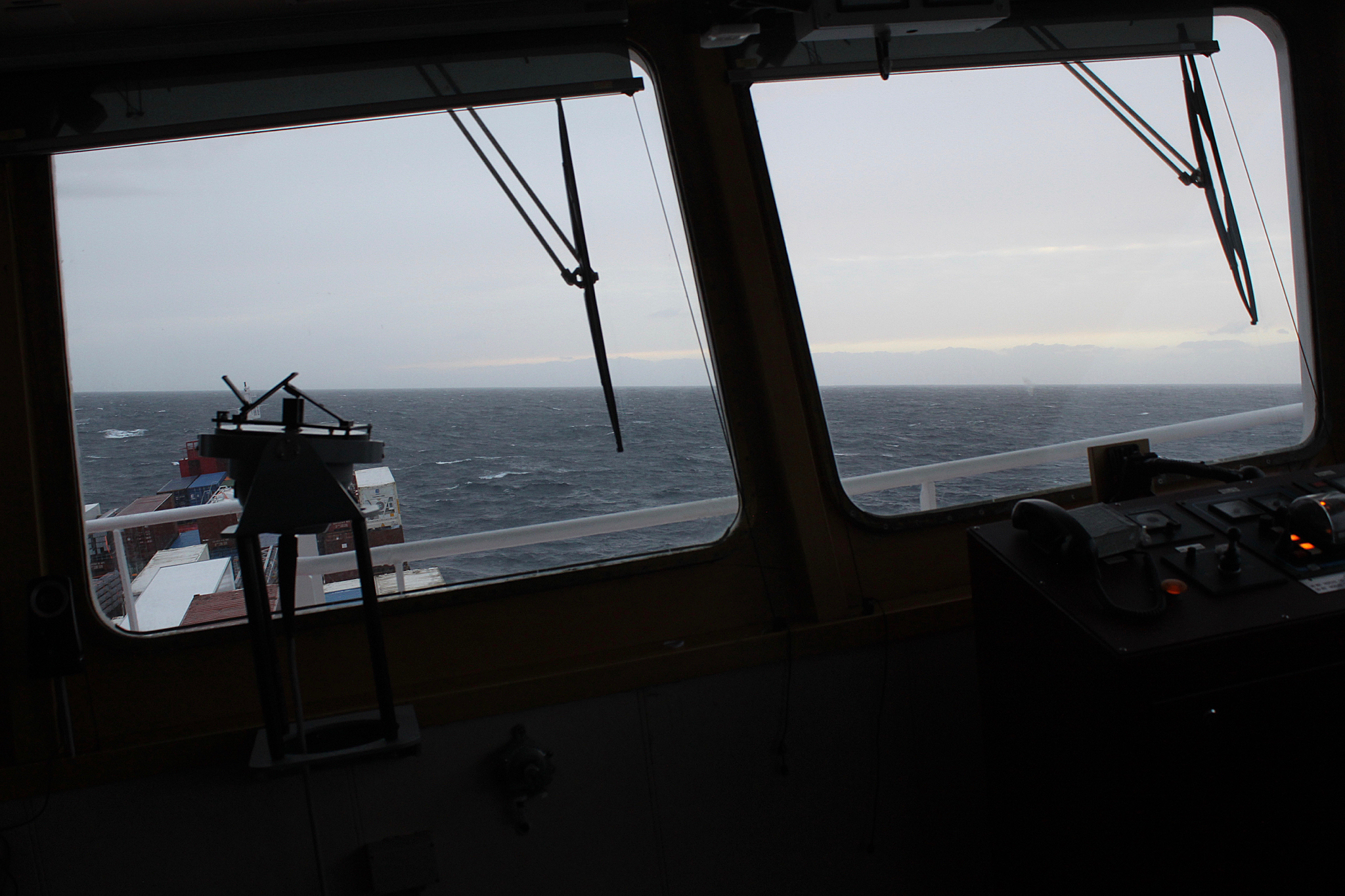
Pont del MV "Pollux" mentre es viatjava de Tórshavn a Reykjavík (Mar del Nord)
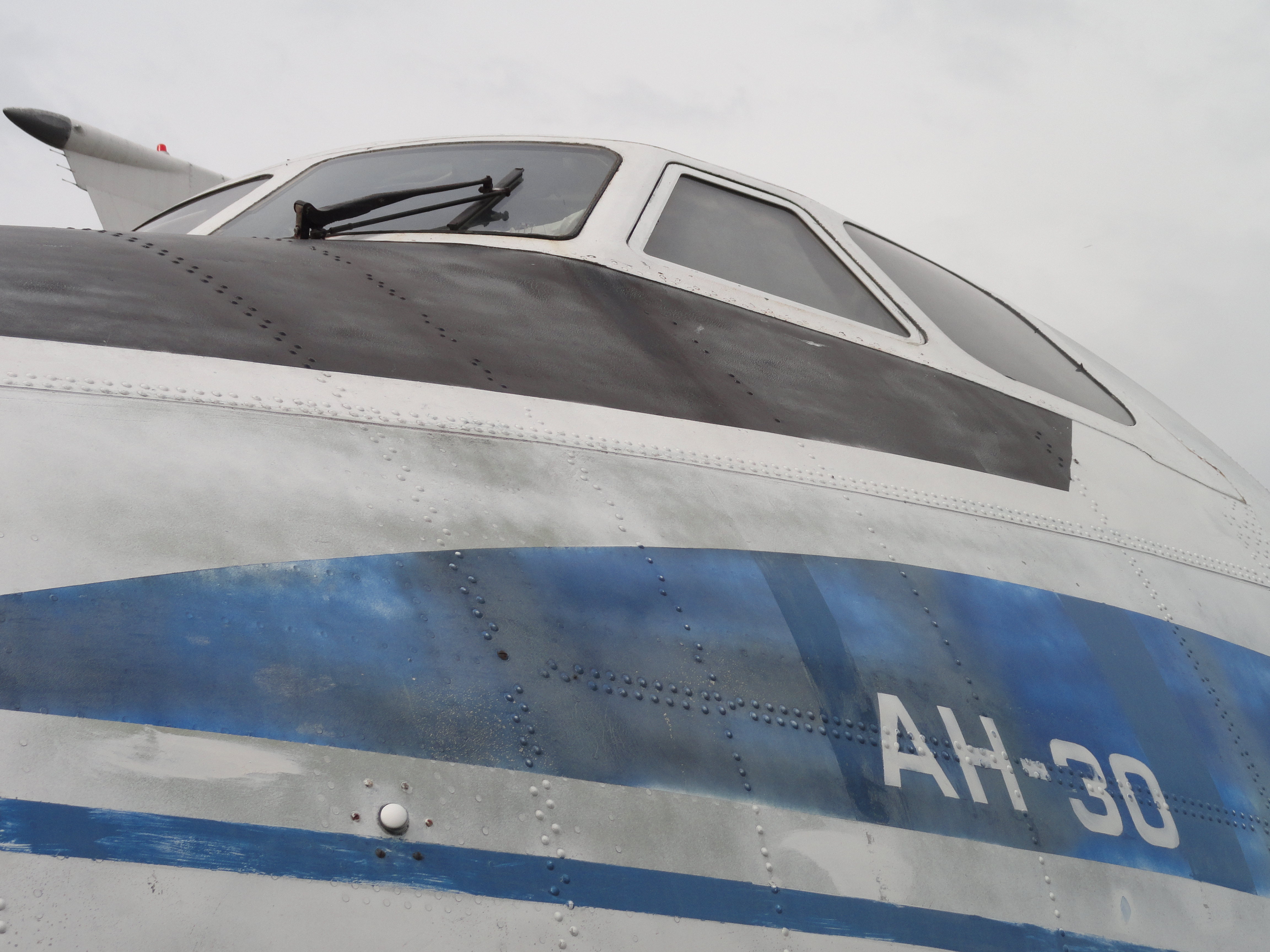
Mecanisme eixugavidres de l'Antonov AH-30
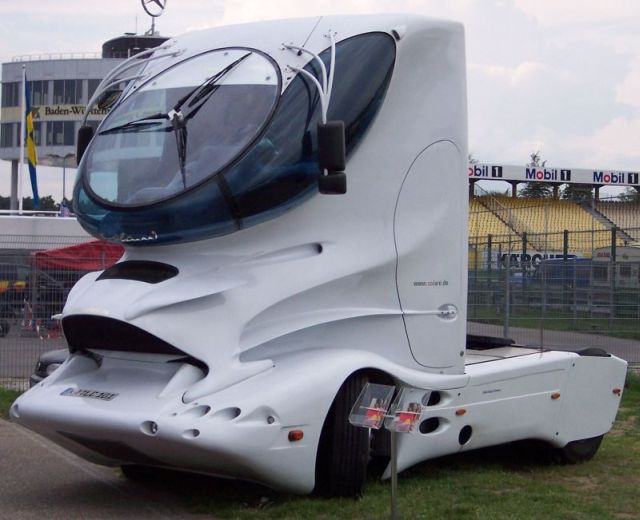
Eixugavidres de tres escombres i eix central. Camió Ford Colani.
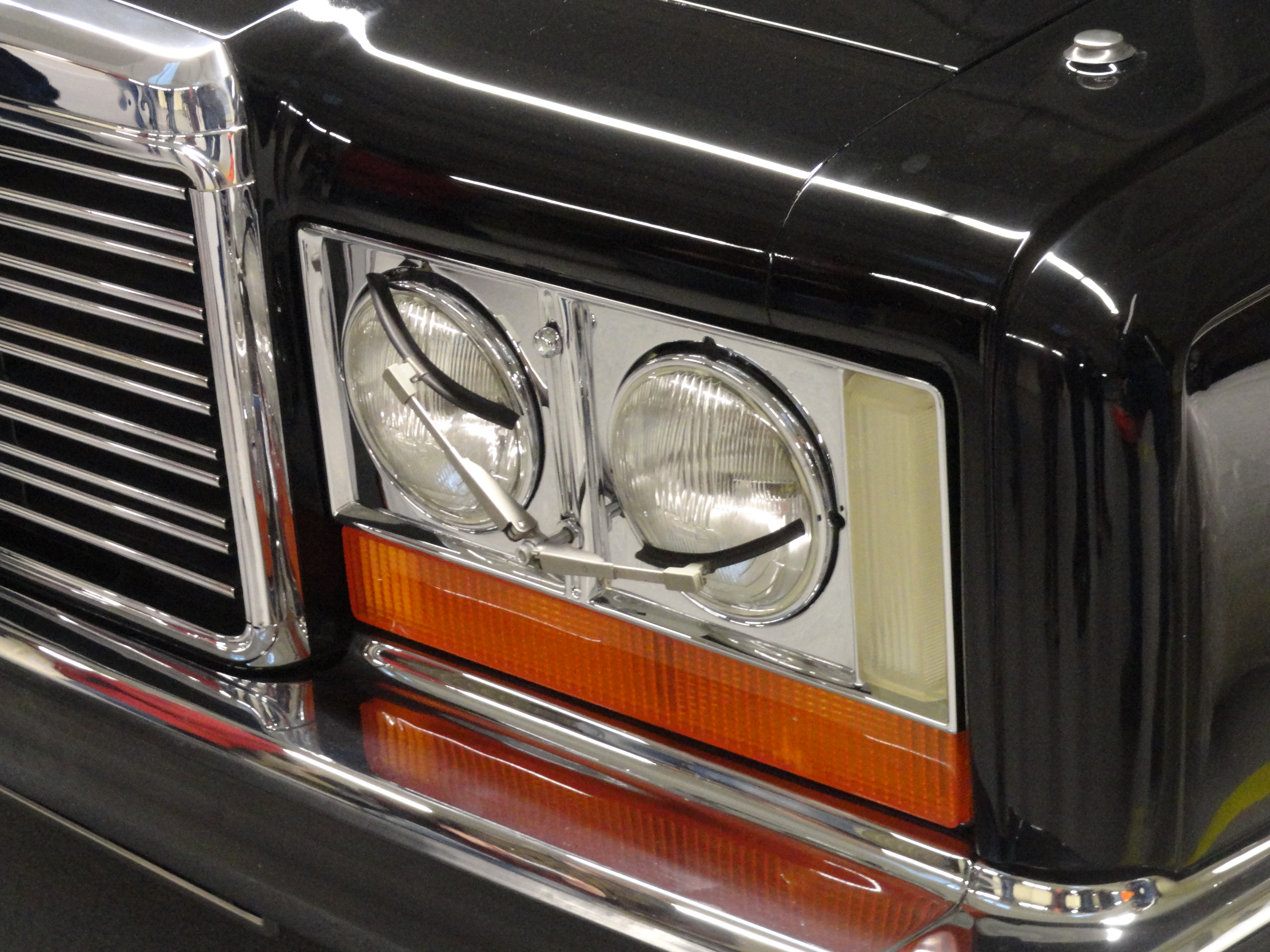
Eixugavidres de far. Automòbil ZIL 41045 destinat a alts mandataris soviètics.
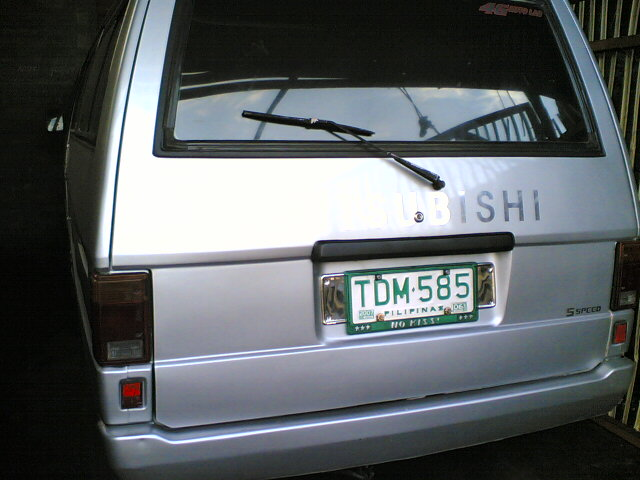
Sistema d'escombrat posterior de Mitsubishi L300
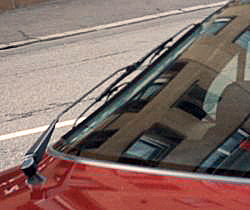
Braç rotatori del vidre frontal amb l'escombreta de goma enganxada

## Geometria

Geometria més corrent
Mercedes-Benz W140
Mercedes-Benz W114, Mercedes-Benz W168, Mercedes-Benz W169, VW Sharan, Honda Civic, algun autobús escolar
SEAT Altea, SEAT Leon Mk2
VAZ 1111 Ока_(автомобиль)

Subaru XT, Mercedes-Benz W124, Mercedes-Benz W201, Mercedes-Benz W202, Mercedes-Benz W210 (amb bieles per a arribar als extrems del parabrisa)
Busos, alguns autobusos escolars, Mercedes-Benz O305
MAN, Toyota FJ Cruiser, Jaguar E-type, MGB
Obsolet, antics cotxes de bombers
Vehicles militars de rodes dels EUA, algun autobús escolar